# Anaea jansonica
Anaea jansonica är en fjärilsart som beskrevs av Vázquez 1946. Anaea jansonica ingår i släktet Anaea och familjen praktfjärilar. Inga underarter finns listade i Catalogue of Life.